# Ricardo Saprissa Aymá
Ricardo Saprissa Aymá   (San Salvador, 24 de juny de 1901 - Alajuela, 16 d'agost de 1990) fou un esportista centreamericà, d'origen català, destacat en la pràctica del futbol.

## Biografia
Saprissa nasqué el 24 de juny de 1901 al Salvador, fill de pares catalans. El seu pare morí prematurament i, amb només 2 anys, viatjà a Barcelona, per tornar novament al Salvador amb 13. Allà, va començar a practicar el futbol amb el CD Marathón i va proclamar-se campió centreamericà de tennis amb només dinou anys.
El 1921, després de convertir-se en enginyer topògraf, tornà a Barcelona on començà a practicar hoquei sobre herba als clubs Club Real, SS Pompeia i Polo. A continuació practicà el tennis on arribà a disputar els Jocs Olímpics de París del 1924 i la Copa Davis. Fou campió d'Espanya de dobles en dues ocasions amb Antoni Juanico de parella (1923, 1924).
El 1922 començà a practicar el futbol, on destacà com a gran defensa dret de l'Espanyol, que juntament amb Ricard Zamora (a qui substituí com a capità de l'equip) i Conrad Portas formà la millor defensa del moment a Espanya. Va jugar nou anys al club guanyant dos Campionats de Catalunya i la Copa del Rei de l'any 1929 a Mestalla contra el Madrid. Va disputar el seu darrer partit amb el club el 17 de gener de 1932 en un partit davant de l'Athletic Club.
Ricardo es traslladà a Costa Rica el 1932, on s'integrà al club Orión FC. El seu major llegat al seu país d'adopció fou la fundació el 16 de juliol de 1935 del Deportivo Saprissa, que, amb el temps, es convertirà en un dels grans del futbol de Costa Rica. El 1951, fou entrenador de la selecció del seu país, aconseguint el subcampionat als jocs panamericans de Buenos Aires.

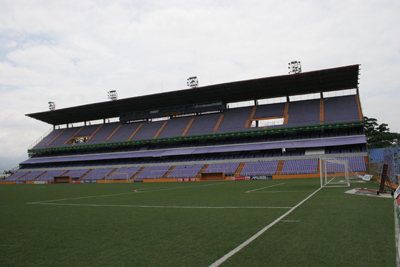
Estadi que porta el seu nom a la ciutat de San José.

Va ser un jugador de gran classe i un cavaller de l'esport. Fou una bona mostra del concepte de sportsman d'inicis de segle xx, és a dir, l'esportista multidisciplinari per excel·lència. No va ser expulsat en cap partit ni mai va cobrar ni un ral. Però la seva filosofia de vida el va fer sobrepassar el simple paper de jugador. Va crear la Peña Saprissa, precedent del futbol base actual, on nodrí l'Espanyol de bons jugadors (com Trias, Martorell, Pérez, Llimós o Teruel) al costat del basc Gamito Pasabalón, que exercia de director tècnic. A més, el seu prestigi fou tan gran que clubs com l'Alajuelense, la Gimnástica, el Cartaginés, i fins i tot la Federació d'Escacs, esport on era un mestre, així com l'Espanyol el van declarar president d'honor. A Costa Rica, a través del club que havia fundat, va dur a terme una important tasca de conducció de l'infant cap a l'estudi, tutelant i assumint el cost de la formació educativa de molts joves sense recursos. Veritable heroi a Centreamèrica va morir el 16 d'agost de 1990.